# Ventresca de atún

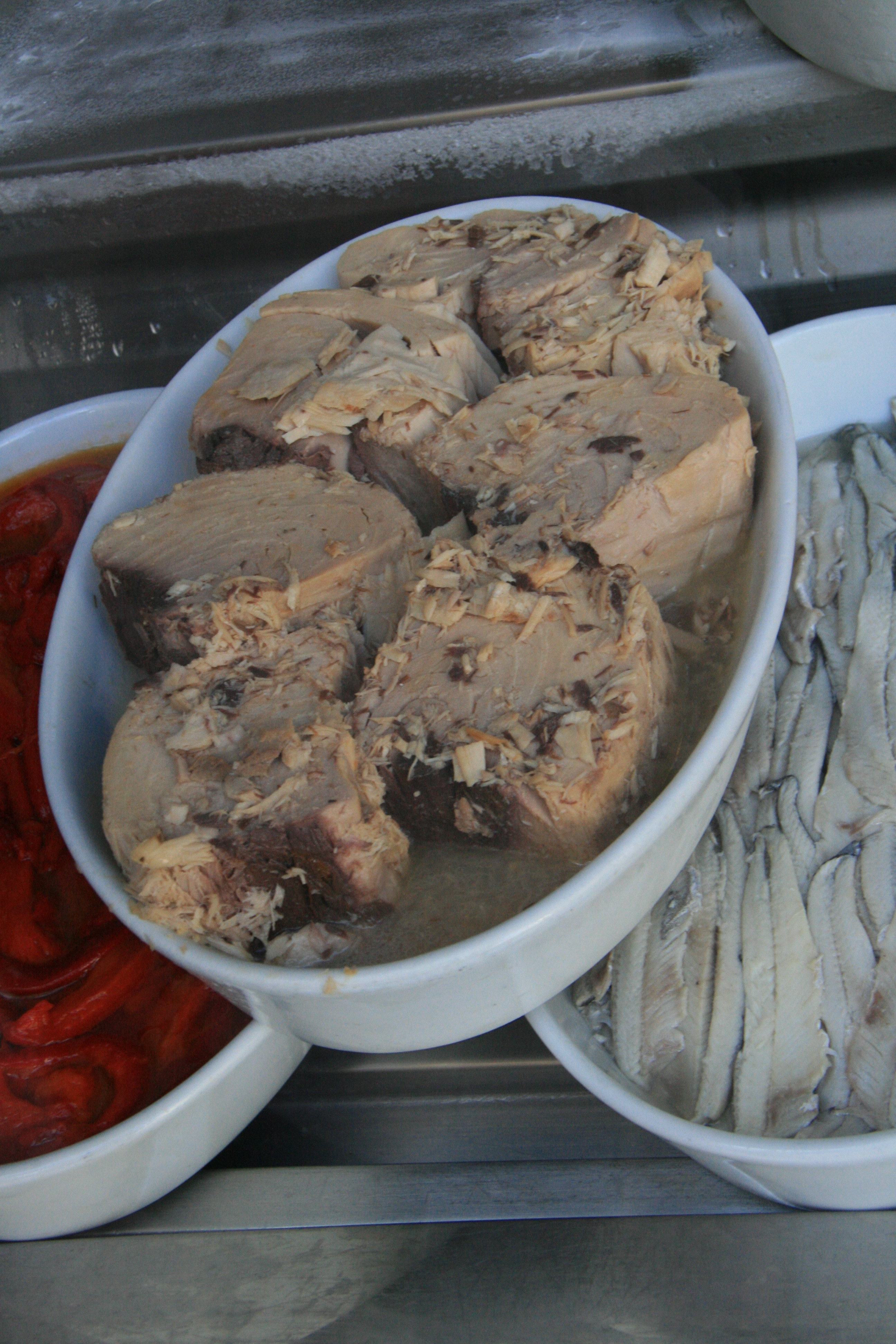
Preparación en escabeche de atún, una de las más habituales, junto con sus lomos (representados en la ilustración).

La ventresca de atún es una parte del despiece del atún, ubicada en la parte inferior del pez, en la zona próxima a la cabeza. La denominación ventresca se debe precisamente a la cercanía que posee con respecto al vientre del pescado. Su utilidad en gastronomía se centra en el sabor y textura que proporciona comparados con otras partes del despiece del atún. Esta parte del pescado suele comercializarse en conservas (en Portugal,  España e Italia) debido a la capacidad de ser preservado, fresco suele ser consumido en aperitivos, cocinado al horno.

## Usos
En gastronomía se consume habitualmente en ciertas zonas del mediterráneo. En conserva o fresco, a veces en salazón. Este despiece carece por completo de espinas. Su sabor y textura limpia hace que participe de platos como ensaladas. Suele ser una parte del atún muy aprecida en elaboraciones similares a la carne como son el asado, al horno, o a la parrilla.